# Noegus niveomarginatus
Noegus niveomarginatus är en spindelart som beskrevs av Simon 1900. Noegus niveomarginatus ingår i släktet Noegus och familjen hoppspindlar. Inga underarter finns listade i Catalogue of Life.